# 鷹司基忠
鷹司 基忠（たかつかさ もとただ）は、鎌倉時代中期から後期にかけての公卿・歌人。関白氏長者・鷹司兼平の長男。官位は従一位・関白、太政大臣。鷹司家2代当主。号に円光院関白、円光院入道関白。

## 経歴
宝治元年（1247年）、関白氏長者・鷹司兼平の長男として誕生。母の一条実有の娘は宝治3年（1249年）の3月、基忠が3歳のときに死去している。
建長4年（1252年）に了行による謀反事件により鎌倉幕府将軍藤原頼嗣が将軍を解任され、九条道家が頓死、九条忠家が失脚して九条家が没落すると近衛家の力が増大する。近衛家の嫡子ではない父・兼平もこれに伴って急速に昇進を始め、基忠も同じく飛躍的に昇進した。
建長8年（1256年）正月11日、10歳で元服し、正五位下に初叙。加冠は近衛兼経で、理髪は吉田経俊が務めた。禁色・昇殿を許される。13日に右近衛権少将に任ぜられ、4月に中将に転任。6月に従四位下、12月に正四位下に叙せられた。
康元2年（1257年）正月、11歳にして従三位・播磨権守に叙任。11月には正三位・権中納言、正嘉2年（1258年）11月には権大納言に進み、帯剣を聴された。正嘉3年（1259年）に従二位、次いで正二位に叙せられ、文応2年（1261年）左近衛大将・左馬寮御監に補任される。弘長2年（1262年）に内大臣に任ぜられ、大将を辞任した。文永2年（1265年）右大臣に転任。同年11月には父・兼平と共に大原野神社に参詣している。
文永5年（1268年）従一位・皇太子傅に叙任。同年、関白に補任され、藤原氏長者となる。しかし、実権は父の兼平が所持しており、基忠は名目上の長者に過ぎなかった。文永6年（1269年）に左大臣を辞任し、文永8年（1271年）牛車宣旨を下される。文永10年（1273年）に関白を辞任し、後任として九条忠家が任命される。その後は久しく散位が続き、弘安8年（1285年）に太政大臣に任ぜられるが弘安10年（1287年）8月に2年足らずで辞任して以来官職に就くことが無かった。なお、上表文の作者は菅原在嗣、清書は藤原経尹が担当した。
永仁4年（1296年）からしばしば内覧宣旨が下される。正和元年（1312年）3月29日、出家して法名を理勝と号す。翌正和2年（1313年）7月3日に病となり、7月7日に薨御。享年67。

## 人物
和歌に長じ、歌人として活躍した。嘉元元年（1303年）頃に嘉元百首を詠進。『続拾遺和歌集』以下の勅撰和歌集に85首が入集する（玉葉和歌集には21首が入集）。春日権現験記の制作にも携わり、基忠は子の冬平、良信、冬基と共に詞書の執筆を担当した。

## 官歴
※以下、『諸家伝』の記載に従う。
- 建長8年（1256年）/康元元年
  - 正月11日：元服し、正五位下に叙す。禁色・昇殿を聴す。
  - 正月13日：右近衛権少将に任ず。
  - 4月29日：右近衛権中将に転ず。
  - 6月9日：従四位下に叙す。中将如元。
  - 12月13日：正四位下に叙す。
- 康元2年（1257年）/正嘉元年
  - 正月22日：従三位に叙し、播磨権守を兼ぬ。中将如元。
  - 11月19日：正三位に叙す。
  - 11月26日：権中納言に任ず。中将如旧。
- 正嘉2年（1258年）
  - 11月1日：権大納言に任ず。
  - 11月4日：勅授帯剣を聴す。
- 正嘉3年（1259年）/正元元年
  - 正月6日：従二位に叙す。
  - 11月21日：正二位に叙す。
- 文応2年（1261年）
  - 2月5日：左近衛大将を兼ぬ。
  - 2月19日：左馬寮御監に補す。
- 弘長2年（1262年）
  - 正月20日：任大臣の兼宣旨を蒙る。
  - 正月26日：内大臣に任ず。
  - 正月27日：大将如元。
  - 7月13日：大将を辞す。
  - 7月16日：随身・兵仗を賜う。
- 弘長3年（1263年）12月19日：兵仗を辞す。
- 文永2年（1265年）10月5日：右大臣に任ず。
- 文永5年（1268年）
  - 正月7日：従一位に叙す。
  - 8月20日：皇太子傅に補す。
  - 12月2日：左大臣に転ず。傅如元。
  - 12月10日：関白の詔を蒙り、氏長者と為す。兵仗を賜う。
- 文永6年（1269年）3月1日：左大臣を辞す。
- 文永8年（1271年）10月14日：牛車を聴す。
- 文永10年（1273年）5月5日：関白を止む。
- 弘安8年（1285年）4月25日：太政大臣に任ず。
- 弘安10年（1287年）8月13日：太政大臣を辞す。
- 永仁2年（1294年）8月8日：服解（父）。
- 永仁4年（1296年）月日：内覧。
- 永仁5年（1297年）9月27日：兵仗を賜う。
- 永仁6年（1298年）12月：内覧并びに兵仗を辞す。
- 正安2年（1300年）7月10日：又内覧宣旨有り。
- 正安3年（1301年）正月：内覧を辞す。
- 延慶元年（1308年）12月10日：内覧宣旨を蒙る。
- 正和元年（1312年）3月29日：出家。法名理勝。
- 正和2年（1313年）7月7日：薨ず。享年67。

## 系譜
- 父：鷹司兼平
- 母：一条実有の娘
- 妻：衣笠経平の娘
  - 長男：鷹司冬平（1275-1327） - 鷹司兼忠の養子
  - 二男：鷹司冬基（1285-1309） - 兄冬平の養子
  - 三男：鷹司冬教（1305-1337） - 兄冬平の養子
  - 男子：良信（1278-1329） - 大覚寺20代門跡
- 妻：丹波良基の娘
  - 男子：聖忠（1268-1319）
  - 男子：尊基
- 妻：洞院実雄の娘
  - 女子：近衛兼教室
- 生母不明の子女
  - 男子：道珍（1274-1313）
  - 男子：慈兼
  - 男子：増基（1282-1354）
  - 男子：禅基
  - 男子：増静
  - 男子：聖尋（?-?）
  - 男子：良聖（?-?）